# Monclova Primer Sector
Monclova Primer Sector är en ort i Mexiko.   Den ligger i kommunen General Escobedo och delstaten Nuevo León, i den centrala delen av landet, 700 km norr om huvudstaden Mexico City. Monclova Primer Sector ligger 557 meter över havet och antalet invånare är 1 667.
Terrängen runt Monclova Primer Sector är varierad. Runt Monclova Primer Sector är det mycket tätbefolkat, med 2 521 invånare per kvadratkilometer. Närmaste större samhälle är Monterrey, 17,7 km sydost om Monclova Primer Sector. Runt Monclova Primer Sector är det i huvudsak tätbebyggt.